# Nazneen Contractor
Nazneen Contractor (Mombay; 26 de agosto de 1982) es una actriz de cine y televisión de canadiense de origen indio. Su papel más reconocido es el de Layla Hourani en la serie de televisión The Border. Interpretó a Kayla Hassan en la reconocida serie 24 en la temporada 8 en el año 2010. En 2013 interpretó a Rima Harewood en la película Star Trek Into Darkness.
Nazneen posee ascendencia parsi. El 1 de abril de 2010 se casó con el actor canadiense Carlo Rota. Tienen un hijo.

## Filmografía

### Cine y televisión
| Año       | Título                  | Rol                              | Notas                         |
| --------- | ----------------------- | -------------------------------- | ----------------------------- |
| 2008–2009 | The Border              | Layla Hourani                    | Serie                         |
| 2010      | Rules of Engagement     | Suneetha                         | Serie                         |
| 2010      | 24                      | Kayla Hassan                     | Serie                         |
| 2011      | Seance the Summoning    | Eva                              | Película                      |
| 2012      | Pegasus vs. Chimera     | Philony                          | Película                      |
| 2013      | Star Trek Into Darkness | Rima Harewood                    | Película                      |
| 2013–2014 | Revenge                 | Jess                             | Serie                         |
| 2014      | Bones                   | Sari Nazeri                      | Serie                         |
| 2014      | Person of Interest      | Maria Martinez                   | Serie                         |
| 2014      | Covert Affairs          | Sydney/Stephanie                 | Serie                         |
| 2015      | Dying Light             | Jade/otros (voz)                 | Videojuego                    |
| 2015      | Scorpion                | Sima/Fatima                      | Serie                         |
| 2015      | Castle                  | Layla Nazif                      | Serie                         |
| 2015      | Stalker                 | Adele Marshall                   | Serie                         |
| 2015      | Heroes Reborn           | Farah                            | Serie                         |
| 2017      | Ransom                  | Zara Hallam                      | Serie                         |
| 2018      | Hawaii Five-0           | Agente Especial NCIS Emma Warren | Serie; temporada 9, invitada. |